# 1676
| [ Edytuj tabelę ]              | |
| Król Polski                    | - 1674 Jan III Sobieski 1696 |
| Współksiążęta Andory           | - 1670 Pere de Copons i de Teixidor 1681 - 1643 Ludwik XIV 1715                                                                     |
| Król Anglii i Szkocji          | - 1660 Karol II 1685 |
| Elektor Bawarii                | - 1651 Ferdynand Maria 1679 |
| Elektor Brandenburgii          | - 1640 Fryderyk Wilhelm 1688 |
| Sułtan Brunei                  | - 1673 Muhyiddin 1690 |
| Cesarz Chin                    | - 1661 Kangxi 1722 |
| Król Czech                     | - 1657 Leopold I Habsburg 1705 |
| Król Danii                     | - 1670 Chrystian V 1699 |
| Dalajlama                      | - 1617 Lobsang Gjaco 1682 |
| Cesarz Etiopii                 | - 1667 Jan I 1682 |
| Król Francji                   | - 1643 Ludwik XIV 1715 |
| Król Hiszpanii                 | - 1665 Karol II 1700 |
| Landgraf Hesji-Kassel          | - 1670 Karol I Heski 1730 |
| Stadhouder Holandii            | - 1672 Wilhelm III Orański 1702 |
| Szach Iranu                    | - 1666 Safi II 1694 |
| Państwo Wielkich Mogołów       | - 1658 Aurangzeb 1707 |
| Król Irlandii                  | - 1660 Karol II Stuart 1685 |
| Cesarz Japonii                 | - 1663 Reigen 1687 |
| Kalif                          | - 1648 Mehmed IV 1687 |
| Patriarcha Konstantynopola     | - 1675 Parteniusz IV 1676 - 1676 Dionizy IV Muzułmanin 1679                                                                         |
| Władca Korei                   | - 1674 Sukjong 1720 |
| Książę Kurlandii i Semigalii   | - 1642 Jakub Kettler 1682 |
| Książę Liechtensteinu          | - 1627 Karol Euzebiusz 1684 |
| Sułtan Maroka                  | - 1672 Maulaj Isma’il 1727 |
| Książę Monako                  | - 1662 Ludwik I 1702 |
| Król Nawarry                   | - 1643 Ludwik XIV 1710 |
| Król Norwegii                  | - 1670 Chrystian V 1699 |
| Sułtan Omanu                   | - 1649 Sultan I ibn Sajf 1688 |
| Elektor Palatynatu             | - 1648 Karol I Ludwik 1680 |
| Papież                         | - 1670 Klemens X 1676 - 1676 Innocenty XI 1689                                                                                      |
| Książę Parmy i Piacenzy        | - 1646 Ranuccio II 1694 |
| Król Portugalii                | - 1656 Alfons VI 1683 |
| Książę w Prusach               | - 1640 Fryderyk Wilhelm Wielki Elektor 1688                                                                                         |
| Car Rosji                      | - 1645 Aleksy I 1676 - 1676 Fiodor III 1682                                                                                         |
| Cesarz Rzymski (niemiecki)     | - 1658 Leopold I Habsburg 1705 |
| Kapitanowie Regenci San Marino | - 1675 Carlo Tosini Lorenzo Giangi 1676 - 1676 Giuliano Cionini Pompeo Zoli 1676 - 1676 Lodovico Belluzzi Giambattista Zampini 1677 |
| Elektor Saksonii               | - 1656 Jan Jerzy II Wettyn 1680 |
| Król Szwecji                   | - 1660 Karol XI 1697 |
| Król Tajlandii                 | - 1656 Narai 1688 |
| Sułtan Turków                  | - 1648 Mehmed IV 1687 |
| Doża Wenecji                   | - 1674 Nicolò Sagredo 1676 - 1676 Alvise Contarini 1683                                                                             |
| Król Węgier                    | - 1655 Leopold I 1705 |
| Książęta Wirtembergii          | - 1674 Wilhelm Ludwik 1677 |

Rok 1676 / MDCLXXVI
stulecia: XVI wiek ~
XVII wiek ~
XVIII wiek

lata: 1666 «
1671 «
1672 «
1673 «
1674 «
1675 «
1676
» 1677
» 1678
» 1679
» 1680
» 1681
» 1686

## Wydarzenia w Polsce
- Styczeń – nowy król Jan III Sobieski odprawił uroczysty wjazd do Krakowa.
- 31 stycznia – przed koronacją Jana III na Wawelu pochowano jego dwóch poprzedników: Jana Kazimierza oraz Michała Korybuta Wiśniowieckiego.
- 2 lutego – koronacja Jana III Sobieskiego i jego żony Marii Kazimiery na Wawelu. Po koronacji król odebrał od mieszczan krakowskich przysięgę wierności.
- 4 lutego–4 kwietnia – pierwszy sejm za panowania Jana III Sobieskiego (koronacyjny)[1].
- 29 czerwca – rodzina Tarnowskich ufundowała w Dzikowie (dzisiejszej dzielnicy Tarnobrzega) kościół i klasztor dominikański (obecnie Sanktuarium Matki Bożej Dzikowskiej).
- 24 września – wojna polsko-turecka: Jan III Sobieski pokonał Tatarów w bitwie pod Wojniłowem.
- 25 września–14 października – wojna polsko-turecka: bitwa pod Żurawnem.
- 17 października – Polska i Turcja zawarły rozejm w Żurawnie, potwierdzający postanowienia pokoju buczackiego 1672 roku
- Wejherowo kupił książę Michał Kazimierz Radziwiłł.
- W 1676 w Tarnowskich Górach wybuchła zaraza, która ustąpiła po procesji błagalnej do Piekar. Na pamiątkę tego zdarzenia tarnogórzanie zobowiązali się udawać corocznie w niedzielę po 2 lipca do Sanktuarium Matki Boskiej Piekarskiej.
- Sieniawa otrzymała prawa miejskie.

## Wydarzenia na świecie
- 8 stycznia – wojna Francji z koalicją hiszpańsko-austriacko-lotaryńską: bitwa morska pod Stromboli.
- 8 lutego – Fiodor III Romanow został carem Rosji.
- 18 marca – wojna Francji z koalicją hiszpańsko-austriacko-lotaryńską: wojska francuskie rozpoczęły oblężenie Ypern.
- 25 marca – wojna Francji z koalicją hiszpańsko-austriacko-lotaryńską: zwycięstwo wojsk francuskich w bitwie pod Messyną.
- 22 kwietnia – wojna Francji z koalicją hiszpańsko-austriacko-lotaryńską: zwycięstwo floty francuskiej w bitwie pod Augustą.
- 25 maja – wojna duńsko-szwedzka: bitwa morska u przylądka Jasmund.
- 1 czerwca – wojna duńsko-szwedzka: zwycięstwo floty duńsko-holenderskiej w bitwie pod Olandią.
- 2 czerwca – wojna Francji z koalicją hiszpańsko-austriacko-lotaryńską: zwycięstwo floty francuskiej w bitwie pod Palermo.
- 17 sierpnia – wojna duńsko-szwedzka: bitwa pod Halmstad.
- 21 września – Bł. Innocenty XI został wybrany na papieża.
- 21 listopada – duński astronom Ole Rømer jako pierwszy oszacował prędkość światła.
- 4 grudnia – wojna duńsko-szwedzka: bitwa pod Lund.

## Urodzili się
- 4 marca – Teresa Kunegunda Sobieska, córka króla Jana III Sobieskiego, żona elektora Bawarii, Maksymiliana II Emanuela (zm. 1730)
- 27 marca – Franciszek II Rakoczy, książę Siedmiogrodu (zm. 1735)
- 21 czerwca – Józef Fontana, polski architekt (zm. po 1739)
- 23 września - Anna Katarzyna z Sanguszków Radziwiłłowa, kanclerzyna wielka litewska (zm. 1746)
- 30 października – Teofil z Corte, włoski franciszkanin, teolog, święty (zm. 1740)
- 20 grudnia – Leonard z Porto Maurizio, włoski franciszkanin, święty katolicki (zm. 1751)

- Data dzienna nieznana: 
  - Ignacy Antoni Hebanowski, polski drukarz i księgarz (zm. 1718)
  - Thomas Aikenhead, student powieszony za bluźnierstwo; był ostatnim człowiekiem w Wielkiej Brytanii który stracił życie z trgo powodu, uważany za męczennika w obronie rozumu (zm. 1697).

## Zmarli
- 14 stycznia – Francesco Cavalli, włoski kompozytor epoki baroku, a także organista i śpiewak (tenor) (ur. 1602)
- 29 kwietnia – Michiel de Ruyter, wielki wódz holenderski, admirał (ur. 1607)
- 9 czerwca – Ernest Albrecht von Eberstein, feldmarszałek w wojsku duńskim i saskim (ur. 1605)
- 22 lipca – Klemens X, papież (ur. 1590)
- 2 listopada – Adam Michna, czeski kompozytor i organista (ur. 1600)

## Święta ruchome
- Tłusty czwartek: 13 lutego
- Ostatki: 18 lutego
- Popielec: 19 lutego
- Niedziela Palmowa: 29 marca
- Wielki Czwartek: 2 kwietnia
- Wielki Piątek: 3 kwietnia
- Wielka Sobota: 4 kwietnia
- Wielkanoc: 5 kwietnia
- Poniedziałek Wielkanocny: 6 kwietnia
- Wniebowstąpienie Pańskie: 14 maja
- Zesłanie Ducha Świętego: 24 maja
- Boże Ciało: 4 czerwca